# محمد هاشم المجذوب
محمد هاشم المجذوب (1354- 1437هـ / 1935- 2016 م) عالم مسلم وفقيه سوري، عُرف بالدعوة عملًا وقولًا، ولُقِّب بالشافعي الصغير. اعتُقل في ثمانينيات القرن العشرين في عهد الرئيس حافظ الأسد مدَّة 22 عامًا، بسبب فتواه بكفر الطائفة النصيرية، وأطلق سَراحه وهو يعاني العديد من الأمراض لسنوات عديدة قضى أغلبها طريحَ الفراش.

## سيرته
ولد محمد هاشم بن محمد بهجت مجذوب الحسيني بدمشق عام 1354هـ/ 1935م، بدأ بتلقي العلوم الشرعية عند أمين الفتوى بدمشق عبد الحكيم المُنيِّر (ت 1414هـ) في الجامع الأموي، وهو الذي أرشده لطلب العلم. وحضر عند الداعية محمد هاشم الخطيب (ت 1378هـ)، وقرأ على الشيخ أحمد قويدر العربيلي (ت 1390هـ)، وكان جل انتفاعه بالعلامة محمد صالح العقَّاد (ت 1390هـ) شيخ الشافعية ببلاد الشام. وأخذ عن العالم بشير بن عبد الله الجلَّاد (ت 1403هـ)، والعالم الفقيه محمود الحبَّال (ت 1415هـ). 
وتلقَّى القرآن الكريم والتجويد عند شيخ القرَّاء الشيخ محمود فائز الديرعطاني (ت 1385هـ) ثم أتم على تلامذته من بعده.

### في السجن
عُرف المجذوب بجُرأته في الحق وقوة شخصيته، وقد اعتُقل في أوائل الثمانينيات من القرن العشرين بسبب إجابته عن سؤال: هل النصيرية مسلمون؟ فكانت إجابته: لا، ليُساق إلى السجن، ولم يتراجع عن فتواه. ومكث في سجنه 22 سنة، ولم تلِن له قناة، وهو تحت التعذيب والإهانة والذل، وصبر واحتسب ولم يرجع عن قوله. وكان له أثر كبير في السجن، فتعلَّم عليه كثير من السجناء العلوم الشرعية على الرغم مما ناله من أنواع التعذيب.

## آثاره
1. «القول الفصل لحسم مسائل الخلاف».
2. «مناسك الحج» للإمام النووي، تحقيق.
3. «كتاب الصوم» للشيخ محمد صالح العقَّاد، تحقيق.

## وفاته
توفي الشيخ المجذوب  في مدينة دمشق، فجر يوم الأربعاء 17 رمضان 1437هـ الموافق 22 حزيران 2016م، عن عمر يناهز 81 عامًا، بعد صراع مع المرض استمرَّ نحو 15 عامًا.
وقالت جماعة الإخوان المسلمين في بيان لها: إنها تَنْعَى «ببالغ الأسى الشيخ العالم المجاهد الفقيه الشافعي محمد هاشم المجذوب، عن عمر ناهز الثالثة والثمانين عامًا، قضى أكثر من رُبعها في سجنَي تدمر وصيدنايا، دون أن يثنيه ذلك عن مهمته في الدعوة والتعليم، صادعًا بالحق غير آبه بسوط الجلاد وصنوف انتقام الظالمين... لقد قضى الشيخ حياته عالمًا ومعلمًا، وتخرَّج على يديه مئات من طلبة العلم في السجون وخارجها، وكان مثال الصبر والتضحية، ونموذج العالم الربَّاني الذي لا يخافُ في الله لومةَ لائم».
وعرف عن المجذوب مناهضته للنظام السوري وهذا ما ظهر من مدة سجنه في تدمر، ويقول ناشطون إن انتشار فكرة مناهضته للنظام عقب وفاته دعت عائلته إلى طلب تخفيف الحديث عن موقفه من النظام، بسبب مضايقات طالتهم من الأفرع الأمنية.